# 千宗屋
千 宗屋（せん そうおく、1975年（昭和50年）12月10日 - ）は、日本の茶人。武者小路千家第15代家元後嗣。本名は、千 方可（せん まさよし）。京都府京都市生まれ。

## 経歴
父は第14代千宗守。1996年（平成8年）慶應義塾大学環境情報学部卒業、同大学大学院文学研究科前期博士課程修了（中世日本絵画史）。2003年（平成15年）に武者小路千家第15代次期家元として後嗣号「宗屋」を襲名。現代アートの芸術家や建築家など他分野とのコラボレーションに精力的に取り組む一方、2008年（平成20年）には文化庁文化交流使としてアメリカ・ニューヨークを拠点に世界各国で活動した。2013年（平成25年）京都府文化賞奨励賞、2015年（平成27年）京都市芸術新人賞受賞。2014年（平成26年）より京都国際観光大使。明治学院大学非常勤講師、慶應義塾大学総合政策学部特任准教授、同大学大学院政策・メディア研究科特別招聘教授、学習院大学非常勤講師、同志社大学特別講師を歴任。

## 著書
- 『茶-利休と今をつなぐ』（新潮社、2010年）
- 『もしも利休があなたを招いたら 茶の湯に学ぶ”逆説”のもてなし』（角川書店、2011年）
- 『茶味空間。 茶で読み解くニッポン』（マガジンハウス、2012年）

## 出演
- ボクらの時代（フジテレビ、2007年7月1日）
- 課外授業ようこそ先輩（NHK、2010年3月21日）
- 情熱大陸（毎日放送、2012年1月8日）
- 英雄たちの選択（NHK BSプレミアム、2022年2月16日、8月17日）